# 安倍なつみのスーパーモーニングライダー
『安倍なつみのスーパーモーニングライダー』（あべなつみのスーパーモーニングライダー）とは、JFN系列で放送されていたラジオ番組。略して『スパモ』。『スーパーモーニング』と番組名が似ており混同されやすいが無関係である。ちなみに1999年4月から半年間の番組名は『モーニング娘。のスーパー・モーニングライダー!』であった。『モーニング娘。のお願いモーニングコール』の後継番組。

## 番組概要

### パーソナリティ
- 2人とも当時はモーニング娘。の現役メンバーであった。
  - 安倍なつみ（レギュラー）
  - 辻希美（2000年夏以降準レギュラー）
- 2人でマロンメロン（下記参照）を結成することに

### 放送局・放送時間
- モーニング娘。のスーパー・モーニングライダー!
  - 1999年4月1日-1999年9月30日
  - エフエム東京制作　JFN系列全国36局フルネット。（当時）
  - 『やまだひさしのラジアンリミテッド』内で放送（月～木　22:15頃～22:25頃　提供東芝）
- 安倍なつみのスーパーモーニングライダー
  - 1999年10月8日（7日深夜）-2000年12月29日（28日深夜）
  - ジャパンエフエムネットワーク制作　JFN系列31局ネット。AIR-G'（安倍の出身地である北海道のJFN系放送局）・fm osaka・エフエム愛媛・エフエム福岡・エフエム佐賀ではネットしていなかった。
  - 『しんドルパーラー』内で放送（金曜午前（木曜深夜）3時すぎ）

いずれの番組も当時未開局だったRadio 80（2001年4月開局）と、当時独立局だったKiss-FM KOBE（2003年4月JFN加盟）では放送しなかった。
しんドル時代でのオープニングテーマはジミー・スミスの「ザ・キャット」。この曲は後に2007年から2010年にかけて同時刻で放送された『DAY BREAK』のオープニングテーマとしても使用された。

### 番組内容
- 毎週2～3のコーナーから成り立っており、毎回安倍に指令を下す「ルーム723（723はなつみから来ている）」や、彼女セレクトの楽曲を放送していた。
- 2000年6月のスペシャルにダンス☆マンが登場し、番組のジングルを提供した。

## マロンメロン
マロンメロンは、2000年9月1日（8月31日深夜）のこの番組で安倍なつみと辻希美の2人で勝手に作ったユニット。略して「マロメロ」。

### ユニット概要
- 当時、モーニング娘。は10人で、この2人だけ派生ユニット活動をしていなかった。しかし、番組終了でデビューしないまま消滅。
- ポータルサイト「ライコスジャパン」（現在は日本から撤退）には「マロンメロン」カテゴリーが存在していた。
- Hello! Project 2006 Winter みんな大好き、チュッ! 8 ベストセルフショット（ISBN 4-8124-2683-9）では、安倍、辻の両方のページにこの2人で撮った写真があり、辻のページの写真には、「マロンメロンだよっっ（笑）知ってるカナ」と書き込まれている。

### ユニット名の由来
- ユニット名は2人が飼っているイヌの名前「マロン」（辻希美）と「メロン」（安倍なつみ）を組み合わせたもの。なお、「マロンメロン」で活動するときにはお互いを「マロン」「メロン」と呼び合うことになっている。
- リーダーは辻希美。
- デビュー曲は「ロックンメロン」でイヌの着ぐるみを着て歌うところまで決めていた。